# Isaac Israel Hayes
Isaac Israel Hayes (Chester, 5 marzo 1832 – New York, 17 dicembre 1881) è stato un esploratore statunitense.
Nel 1853 seguì Elisha Kane nella spedizione organizzata da Henry Grinnell per ritrovare John Franklin. In tale occasione raggiunse e superò gli 81° di latitudine Nord.
Nel 1860 ebbe da Grinnell l'incarico di esplorare lo stretto di Smith. Rientrò nel 1861.